# Schloss Plauen

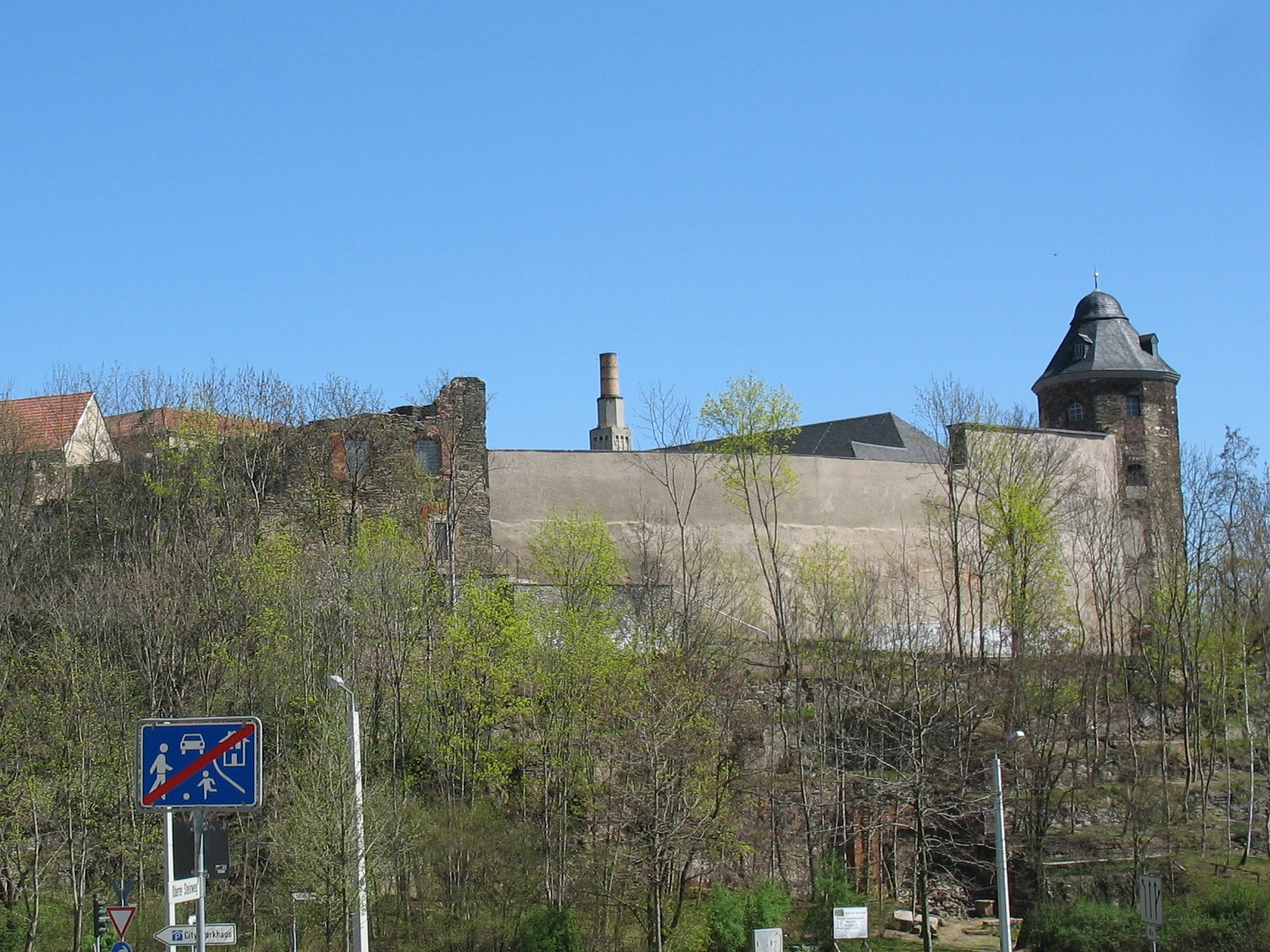
Schloss Plauen von Westen mit Gefängnismauer (Zustand 2012)

Schloss Plauen, auch „Schloss der Vögte“ genannt, ist eine nur noch in Überresten erhaltene Schlossanlage im Plauener Stadtteil Schlossberg.
Die Höhenburg entstand ab etwa 1250 als Sitz der Vögte von Plauen. Ab 1466 diente sie als kursächsischer Amtssitz, brannte 1548 aus, wurde um 1670 als Nebenresidenz von Sachsen-Zeitz wieder aufgebaut, diente nach 1718 erneut als kursächsischer Amts- und Gerichtssitz und ab 1852 als Gefängnis.
Im April 1945 wurde die großflächige Anlage durch Luftangriffe, zusammen mit weiten Teilen der Altstadt, erheblich zerstört. Erhaltene Zellentrakte dienten nach dem Krieg weiterhin als Justizvollzugsanstalt und wurden erst 2013 abgebrochen. Es folgte eine archäologische Ausgrabung. Zukünftig soll auf dem Gelände der Campus der Staatlichen Studienakademie Plauen in neuen Gebäuden untergebracht werden, wobei ruinös erhaltene historische Bausubstanz erhalten und teilweise wieder aufgebaut werden soll.

## Geschichte

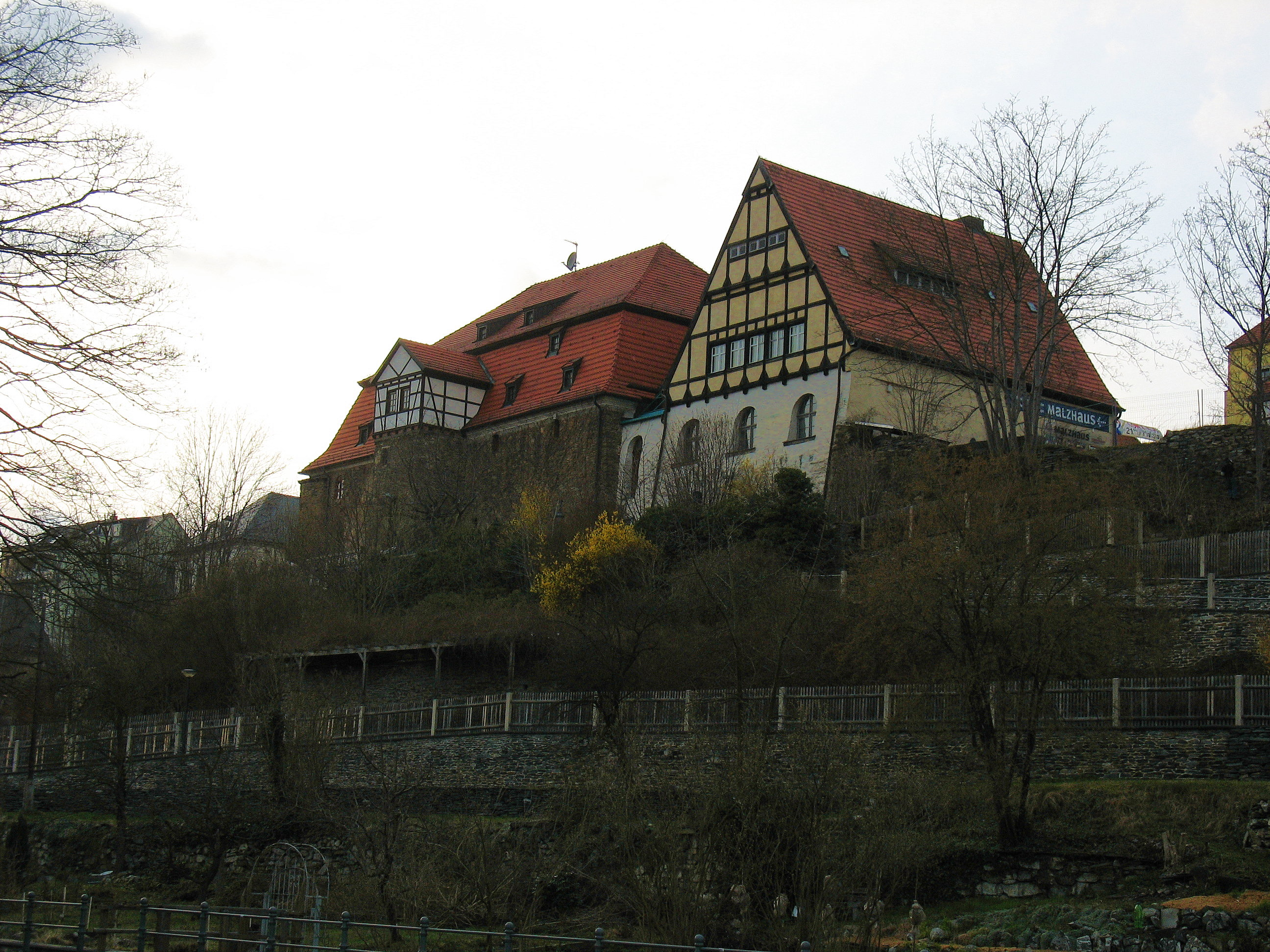
Malzhaus in Plauen, Überrest der ersten Stadtburg der Eversteiner

Plauen ist eine Gründung der Grafen von Everstein (oder Eberstein) aus dem südlichen Niedersachsen, die ab etwa 1100 Siedler zur Rodung und Urbarmachung in den Dobnagau geholt hatten. Der erste befestigte Sitz der Eversteiner befand sich auf dem Dobenaufelsen im nahen Syratal, später erbauten sie sich eine Stadtburg an der südwestlichen Ecke des Plauener Mauerrings, deren Überrest das heutige Malzhaus ist. Diese Stadtburg wurde 1224 erstmals erwähnt, dürfte aber schon etwa ein Jahrhundert zuvor errichtet worden sein, zu der Zeit, als Adalbert von Eberstein 1122 die Johanniskirche stiftete.
Vermutlich fiel der Dobnagau samt der Plauener Ansiedlung nach dem Aussterben der ersten Generationen der Eversteiner an deren Hauptlinie im Weserbergland. Sie hielten es für richtig, zu deren Verwaltung tatkräftige und durchsetzungsstarke Ministerialen einzusetzen. Es boten sich die benachbarten Vögte von Weida an, die im Vogtland, das nach ihnen benannt ist, schon verschiedene Orte gegründet hatten. Daher war wohl bereits Heinrich II. „der Reiche“, Vogt von Weida, Gera und Greiz († um 1209), von den Eversteinern mit Plauen belehnt worden. Sein zweiter Sohn, Heinrich IV., der Mittlere († 1249/1250), trug seit 1237 den Titel Vogt von Gera und Plauen. Bei der um 1244 erfolgten Landesteilung des Gebietes der Vögte entstanden dann endgültig die drei selbständigen Vogteien Weida, Gera und Plauen. Der Sohn des Vorgenannten, Heinrich I. von Plauen († um 1303), erhielt Plauen, sein gleichnamiger Bruder begründete die Linie der Vögte von Gera, während ein Vetter die Vögte von Weida fortsetzte.

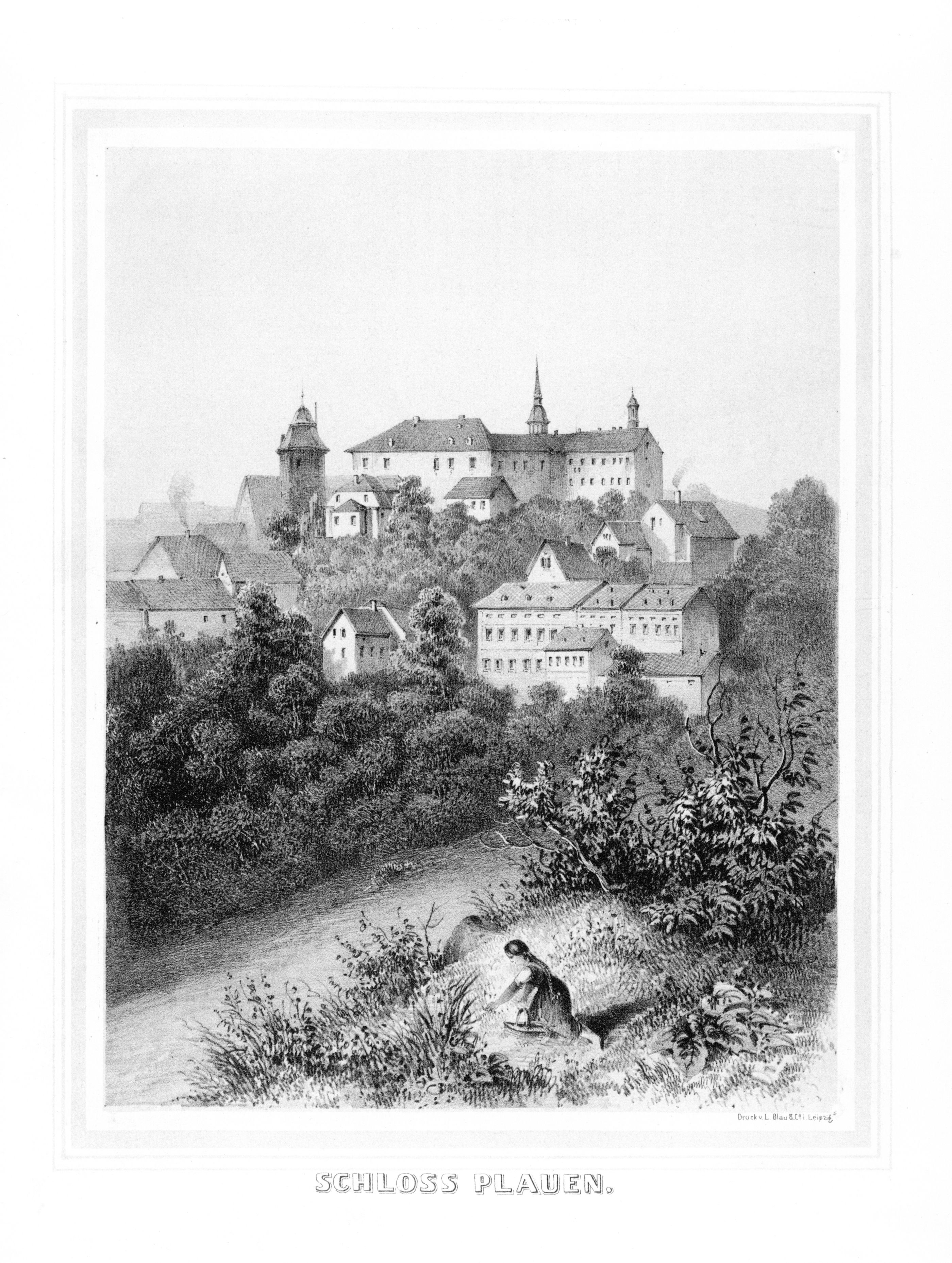
Schloss Plauen um 1859

Heinrich I. war es wohl, der in topographischer Opposition zur Stadtburg der Eversteiner auf einem alles überblickenden Sporn eine neue Burg, das Schloss der Vögte, errichtete, von dem aus auch die zu Füßen des Schlossbergs gelegene Steinbrücke über die Weiße Elster überwacht werden konnte, die 1244 erstmals erwähnt wurde. Heinrich I. hatte eine Gräfin von Everstein geheiratet und 1278 von seinem Schwager Konrad von Everstein die Stadt Plauen und den Gau Dobena übergeben bekommen. Sein älterer Sohn Heinrich II., „der Böhme“, begründete die Linie der Vögte von Plauen, der jüngere, Heinrich Ruthenus, „der Russe“, die jüngere Linie, das spätere Fürstenhaus Reuß.
Im 14. Jahrhundert fielen die Vögte jedoch den expansiven Bestrebungen ihrer Nachbarn, der Markgrafen von Meißen und der Könige von Böhmen, zum Opfer: Die Vogtlinien schlossen teils gegeneinander zielende Bündnisse mit den beiden Nachbarn, so begab sich das Haus Plauen 1327 unter böhmische Lehnsherrschaft, während die Vögte von Weida und Gera sich den Wettinern anschlossen. Im Vogtländischen Krieg von 1354 bis 1357 verloren die Vögte von Weida, Gera und Plauen den Großteil ihres Besitzes an Kaiser Karl IV. und die Wettiner. Karl IV. erklärte die Herrschaft Plauen 1356 zu einem erblichen Lehen seines böhmischen Königreichs. 1466 endete mit der Vertreibung des tyrannischen Heinrich II. die Herrschaft der Plauener Vögte über die Ämter Plauen und Voigtsberg, die der sächsische Kurfürst Ernst als böhmisches Lehen erhielt. Heinrich III. von Plauen verzichtete 1482 durch die Verträge von Brüx endgültig auf seine Ansprüche auf Plauen zu Gunsten der Wettiner. Diese setzten Amtsleute auf der Burg ein.
1430 belagerten die Hussiten unter Führung von Andreas Prokop die Stadt. Sie nahmen das Schloss ein und zerstörten es. 1547 belehnte König Ferdinand I. von Böhmen den Enkel des einst vertriebenen Heinrich II. erneut mit Stadt und Herrschaft Plauen. Er durfte sich seitdem Burggraf Heinrich IV. nennen. 1548 wurde er auf dem Augsburger Reichstag zum Reichsfürsten ernannt. Nach dem Tode Heinrichs IV. verpfändeten seine Söhne Heinrich V. und Heinrich VI. den Besitz an Kurfürst August von Sachsen, der das Gebiet 1563 endgültig erwarb.
1632 nahm im Dreißigjährigen Krieg Feldmarschall Holk Plauen ein. Obwohl sich die Stadt ergeben hatte, wurde sie geplündert. Am 12. September folgte General Gallas und am 12. Oktober desselben Jahres traf Wallenstein mit der Hauptarmee in Plauen ein, nach dessen Abzug die Stadt in Brand gesteckt wurde. Das Schloss fiel jedoch erst im Jahr 1648 einem Brand zum Opfer und wurde dabei fast vollständig zerstört.
1656, nach dem Tod von Kurfürst Johann Georg I. erhielt dessen vierter Sohn, Herzog Moritz von Sachsen-Zeitz die Stadt Plauen und Teile des Vogtlands. Dieser ließ von 1670 bis 1675 das Schloss als seine Zweitresidenz wieder aufbauen. Nach dem Erlöschen der Linie Sachsen-Zeitz 1718 wurde das Schloss wieder als Amts- und Gerichtssitz genutzt und zu Arbeits-, Wohn- und Wirtschaftszwecken erneut umgestaltet.

## Baubeschreibung und freigelegte Ruinen

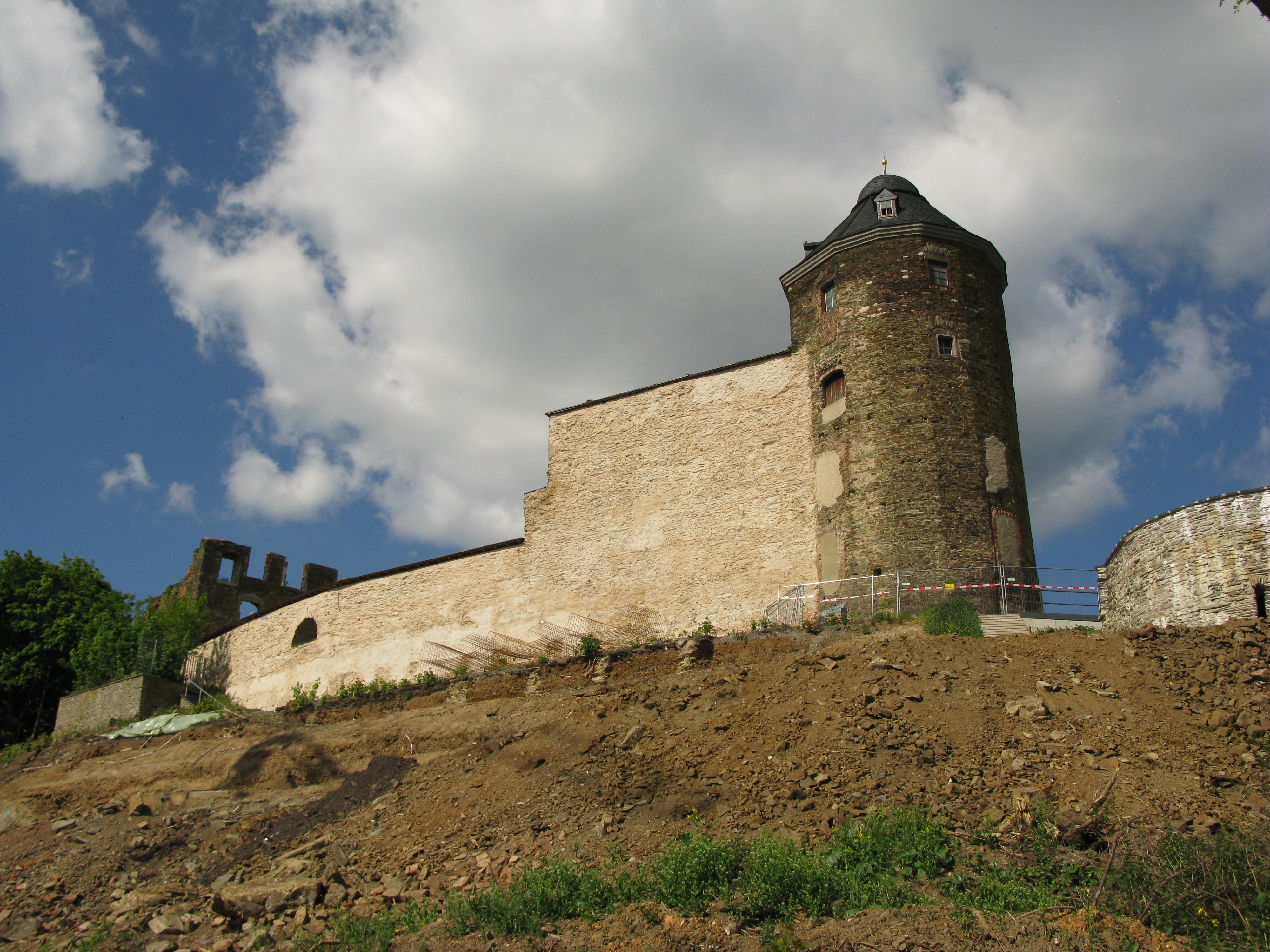
Roter Turm
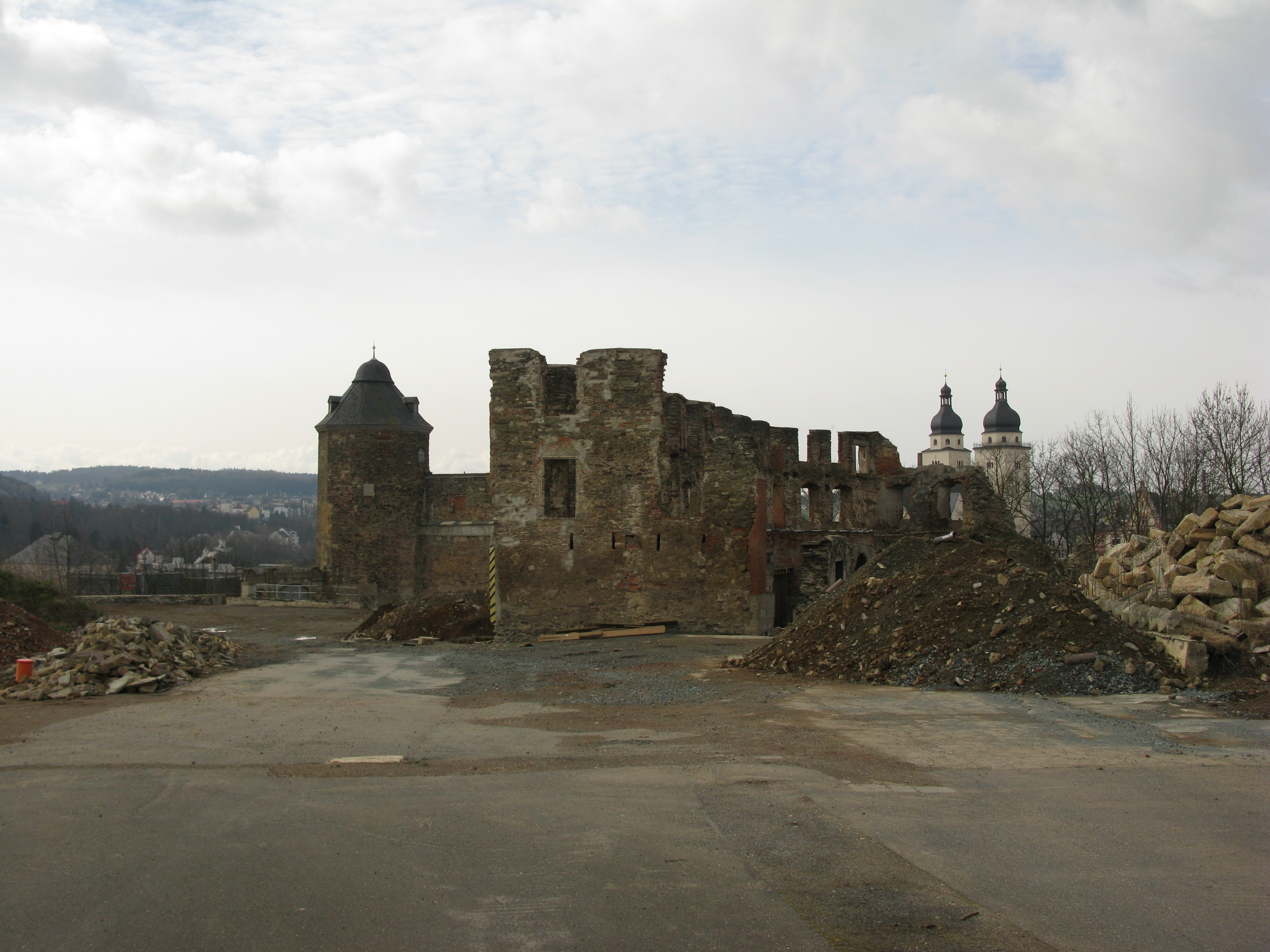
Roter Turm (links), Querhaus, im Hintergrund die Türme der Johanniskirche
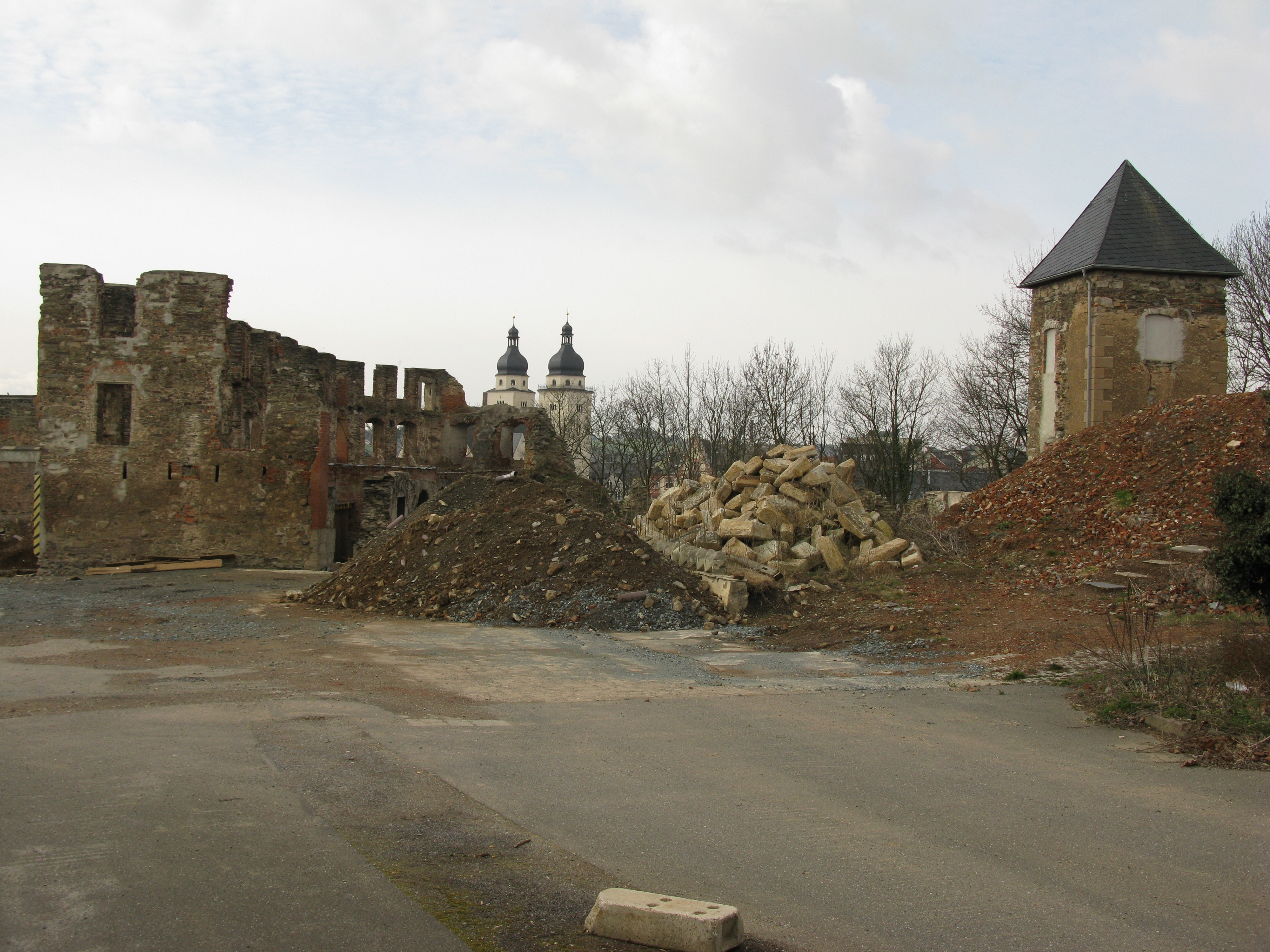
Nordturm (rechts)
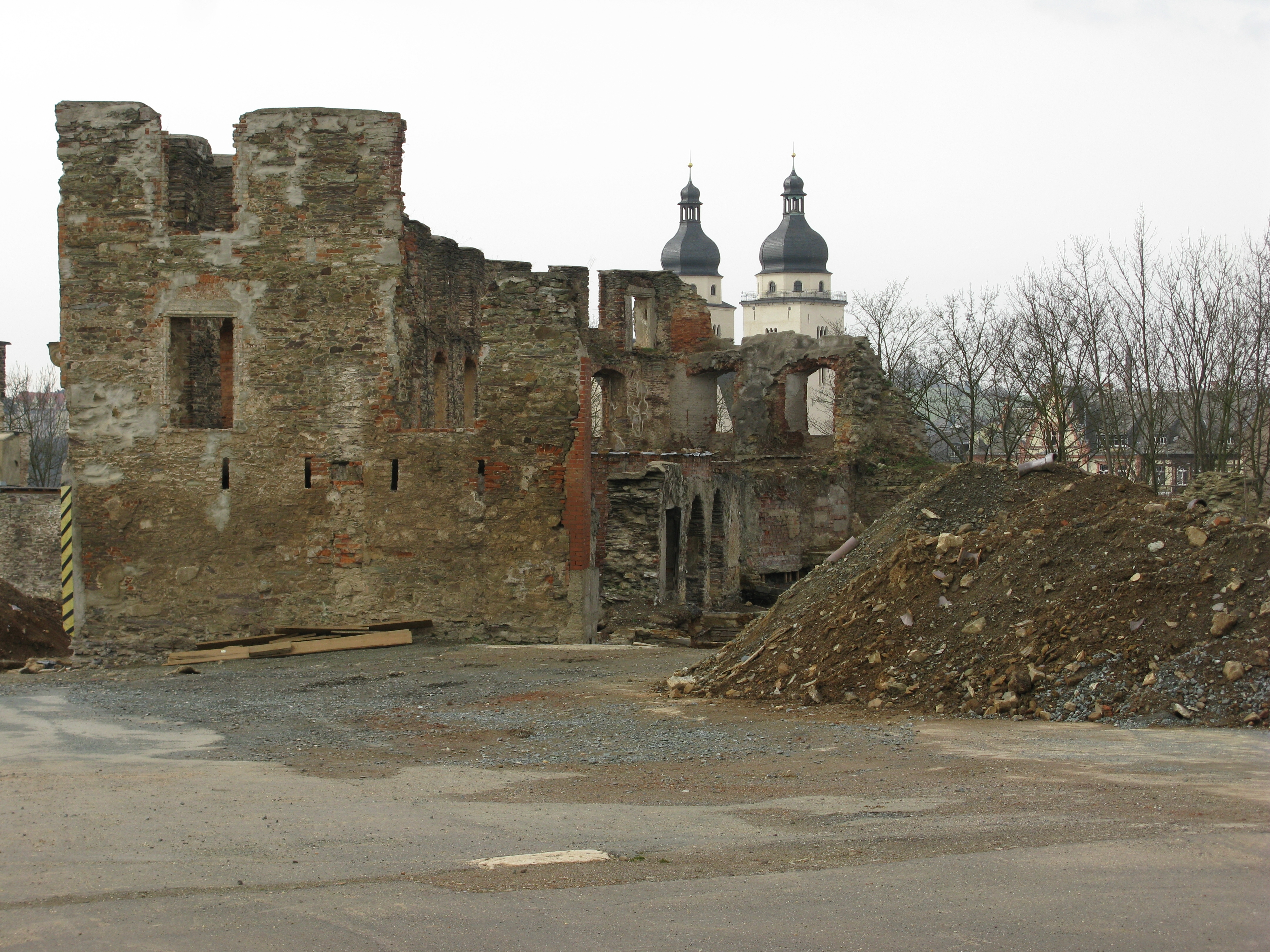
Ruine des Querhauses (16./17. Jh.)

Erst die nach dem Abriss der Zellentrakte der Justizvollzugsanstalt ab März 2014 durchgeführte Ausgrabung gab näheren Aufschluss über die ursprüngliche Gestalt der Höhenburganlage. Danach hatte der teilweise erhaltene Mauerbering von Anfang an einen dreieckigen Grundriss. An der Südspitze des Dreiecks steht bis heute der markante vierzehneckige Rote Turm mit Blick auf die Stadt und die Elsterbrücke; an der Nordspitze steht ebenfalls bis heute der quadratische Nordturm. Die östliche Spitze beherrschte der nicht mehr vorhandene Weiße Turm, der noch bis Mitte des 17. Jahrhunderts erwähnt wurde.
Keiner der Türme stammt aus der Frühzeit der Anlage. Einer der ältesten Befunde ist jedoch ein verfüllter Halsgraben vor dem Nordturm, der den Bergsporn von der dahinter liegenden Hochfläche abschnitt. Wo sich die ursprüngliche Kernburg befand, ist bislang ungeklärt. Nach älterer Ansicht (Bachmann) soll diese im Oberen Schlosshof gestanden haben. Die zugrunde liegende Vermutung eines Grabens vor dem Querhaus und eines Bergfrieds im Oberen Schlosshof konnten aber durch die Grabungen widerlegt werden. Auch die landseitige Lage spricht (nach Ansicht Wickes) gegen eine Kernburg an dieser Stelle.
Zwischen dem Nordturm und dem genannten Graben befanden sich die Grundmauern eines Festen Hauses, vermutlich aus dem 13. Jahrhundert, und entlang der westlichen Hangkante in Richtung Roter Turm die Grundmauern von fünf Kellern sowie eines weiteren, jüngeren Wohnturms, vermutlich aus dem 14. oder 15. Jahrhundert; aus dieser Zeit stammt auch ein Kalkbrennofen. Ferner wurde ein über 21 m tiefer Brunnen freigelegt.
Die mittelalterlichen Gebäude wurden bei späteren Baumaßnahmen beseitigt und die Bodenschichten im südlichen Schlossgelände abgetragen, vermutlich um in den 1670er Jahren eine ebene Hoffläche zu schaffen. Dadurch sind die älteren Bauphasen schwer zu rekonstruieren. Eine Brandschicht weist auf den Hussitensturm von 1430 hin, dem Teile der Burg zum Opfer fielen. Der Rote Turm kann dendrochronologisch auf die Zeit um 1425 datiert werden, als Heinrich X. bereits gegen die Hussiten kämpfte.
Quellen aus dem 15. Jahrhundert erwähnen – neben den drei Türmen – folgende Baulichkeiten: eine große Kemenate mit verschiedenen Stuben (Fürstenstube, Hofstube, Frauenstube, Kinderstube, kleine Stube, Badstube), Kirche, Büchsenhaus, Brauhaus, Backhaus, Küche, Pferdeställe, Schafhaus, Hühnerhaus, Rohrwasser und Fischkasten sowie ein Kornhaus, das um 1500 wesentlich erweitert wurde, mit 40 m Länge und mindestens drei Stockwerken.
Beim Wiederaufbau nach dem Hussitensturm wurde im Nordwesten der Anlage – unter Einbeziehung der beiden ursprünglichen Festen Häuser – ein großer, repräsentativer Neubau (der „Westflügel“) errichtet, mit mindestens 42 m Länge und 10 m Breite sowie stadtseitig unterschiedlich hohen Zwerchgiebeln, wie er auf einer Abbildung von Wilhelm Dilich von 1626–1629 zu sehen ist, auf der sämtliche Dächer fehlen. Denn im Jahre 1548 war das nunmehr zum Renaissanceschloss gewandelte Ensemble ausgebrannt und trat erst 120 Jahre später wieder in den Quellen in Erscheinung.
Der Westflügel, das Kornhaus und andere Schlossgebäude wurden wieder instand gesetzt. Vor allem aber wurde ein neues Querhaus errichtet, dessen Ruine noch erhalten ist. Es wurde 1675 eingeweiht und teilt die Anlage in einen nordwestlichen Oberen und einen südöstlichen Unteren Schlosshof. Bauphasengliederung und Formensprache deuten auf einen Baubeginn bereits im 16. Jahrhundert hin. Nach einer Phase unbekannter Länge erfolgte die Vollendung des ursprünglich als Renaissancebau konzipierten Gebäudes als frühbarockes Bauwerk. Als Baumeister kommt Moritz Richter d. J. (1647–1705) in Betracht. Dabei wurde die Westmauer des neuen Gebäudes mit einem Bogen über den lichten Brunnenschacht geführt, so dass dieser von Fenstern aus benutzt werden konnte. Unter dem Gebäude sind Kellerräume erhalten, darunter auch ein durch den Fels zum Brunnen getriebener Stollen. Im 19. Jahrhundert wurde der Westflügel in Teilen durch einen Neubau ersetzt.
Schwerste Schäden erlitt die Anlage im April 1945, als sie zusammen mit weiten Teilen der Altstadt bei mehreren Luftangriffen zerstört wurde. Bis auf die beiden Türme, Teile der Außenmauer sowie die Außenmauern des Querhauses (die Südfassade ist fast bis zur Traufkante erhalten, von der Nordfassade steht nur noch ein Teil des Arkadengangs) wurden alle Baulichkeiten vernichtet. Erhaltene Zellentrakte im nordöstlichen Hinterland des Schlosses dienten nach dem Krieg weiterhin noch bis 2007 als Justizvollzugsanstalt und wurden zusammen mit der hohen Gefängnismauer erst 2013 abgebrochen. Die Hangstützmauer wurde provisorisch stabilisiert und der Zwinger teilweise ausgebaggert. Seit 2014 wird das gesamte Gelände saniert, für das Querhaus existieren bereits erste Konzepte eines Wiederaufbaues.